# Apagón (serie de televisión)
Apagón es una serie de televisión española antológica de ciencia ficción posapocalíptica producida por Buendía Estudios para la plataforma Movistar Plus+, y basada en el pódcast de ficción El gran apagón de José A. Pérez Ledo. Se estrenó en el canal 0 por M+ y Movistar Plus+ el 29 de septiembre de 2022.

## Trama
La serie retrata, a través de cinco historias diferentes protagonizadas por varios personajes, a una sociedad que tiene que adaptarse a un mundo sin electricidad, telecomunicaciones ni medios de transporte después de un apagón total generalizado causado por una tormenta solar.

## Reparto

### Episodio 1:Negación
Reparto principal
- Luis Callejo como Ernesto

Reparto secundario
- Concha Delgado como Alarcón
- María Maroto como Vero
- Fede Pérez como César
- Javier Beltrán como Iñaki
- Miguel Garcés como Juan José "Juanjo" Pinto
- Juan Carlos Villanueva como Marcos
- María Morales como Susana Val
- Melania Cruz como Teresa
- Rodrigo Sáenz de Heredia como Asesor de Ministra
- Eva Martín como Ministra
- María Vázquez como Alicia
- Claudio Bandini como Ignacio

### Episodio 2:Emergencia
Reparto principal
- Ainhoa Santamaría como Eva
- Melina Matthews como Marina
- Tomás del Estal como Gerard
- Javier Tena como Diego
- Miquel Fernández como Raúl

Reparto secundario
- Franky Martín como Lolo
- Judith Fernández como Sara
- Iñigo de la Iglesia como Secretario de Sanidad
- Mar Vidal como Antonia, Abuela de Quinqui
- George Steane como Quinqui
- Rodrigo Gibaja como Javy

con la colaboración especial de
- Ramón Agirre como Ignacio
- Nano de Jerez como Chivo
- Alicia Rubio como Enfermera

### Capítulo 3:Confrontación
Reparto principal
- Zoé Arnao como Sofia
- Patricia López Arnaiz como Marta
- Miquel Fernández como Raúl

Reparto secundario
- Siaho Cruz como Alba
- Marcelo Martín como Niño cara hinchada
- Oussama Belhaj como Omar
- Aitana Giso como Ana
- Susana Hornos como Carmen

### Capítulo 4:Supervivencia
- Jesús Carroza como Cortelazor
- Naira Lleó como Diana

### Capítulo 5:Equilibrio
- María Vázquez como Alicia
- Luis Callejo como Ernesto
- Mourad Ouani
- Sofia El Bouanani

## Capítulos[1]
| N.º | Título          | Dirigido por      | Escrito por                                | Fecha de lanzamiento original |
| --- | --------------- | ----------------- | ------------------------------------------ | ----------------------------- |
| 1   | «Negación»      | Rodrigo Sorogoyen | Isabel Peña                                | 29 de septiembre de 2022      |
| 2   | «Emergencia»    | Raúl Arévalo      | Alberto Marini, Raúl Arévalo y Fran Araújo | 29 de septiembre de 2022      |
| 3   | «Confrontación» | Isa Campo         | Isa Campo y Fran Araújo                    | 29 de septiembre de 2022      |
| 4   | «Supervivencia» | Alberto Rodríguez | Rafael Cobos                               | 29 de septiembre de 2022      |
| 5   | «Equilibrio»    | Isaki Lacuesta    | Isa Campo y Fran Araújo                    | 29 de septiembre de 2022      |

## Producción
El 17 de junio de 2021, Movistar Plus+ (entonces llamada simplemente Movistar+) anunció que estaba desarrollando, junto a los guionistas Rafael Cobos, Isabel Peña, Alberto Marini, Isa Campo y Fran Araújo, una adaptación libre del podcast de ficción El gran apagón, creado por José A. Pérez Ledo y distribuido por la plataforma de podcasts Podium entre el 7 de junio de 2016 y el 13 de abril de 2018 durante tres temporadas. Araújo, a su vez, ejerce de showrunner de la serie. En noviembre de 2021, Movistar anunció que Rodrigo Sorogoyen, Raúl Arévalo, Alberto Rodríguez, Isaki Lacuesta y Campo serían sus directores. El rodaje comenzó el 13 de diciembre de 2021 y tuvo lugar en varias localizaciones de España, concluyendo en abril de 2022.

## Lanzamiento y marketing
El 4 de julio de 2022, Movistar Plus+ sacó el tráiler de la serie y anunció los títulos y créditos de guion, dirección y reparto de cada capítulo. En julio de 2022, se anunció que la serie se proyectaría fuera de concurso en el Festival Internacional de Cine de San Sebastián 2022 antes de su estreno en Movistar.

## Reconocimientos
| Año  | Premiación                                 | Categoría                                                               | Nominado(s)                                                                           | Resultado | Ref.   |
| ---- | ------------------------------------------ | ----------------------------------------------------------------------- | ------------------------------------------------------------------------------------- | --------- | ------ |
| 2023 | Premios Feroz                              | Mejor serie dramática                                                   | Apagón                                                                                | Nominada  | [ 9 ]  |
| 2023 | Premios Feroz                              | Mejor guion de una serie                                                | Isabel Peña, Alberto Marini, Fran Araújo, Rafael Cobos, Isa Campo                     | Nominados | [ 9 ]  |
| 2023 | Premios Feroz                              | Mejor actor protagonista de una serie                                   | Luis Callejo                                                                          | Nominado  | [ 9 ]  |
| 2023 | Premios Feroz                              | Mejor actor de reparto de una serie                                     | Jesús Carroza                                                                         | Nominado  | [ 9 ]  |
| 2023 | Premios Cinematográficos José María Forqué | Mejor serie                                                             | Apagón                                                                                | Ganadora  | [ 10 ] |
| 2023 | Premios Cinematográficos José María Forqué | Mejor interpretación masculina en una serie                             | Jesús Carroza                                                                         | Ganador   | [ 10 ] |
| 2023 | Premios Cinematográficos José María Forqué | Mejor interpretación masculina en una serie                             | Luis Callejo                                                                          | Nominado  | [ 10 ] |
| 2023 | Produ Awards                               | Mejor miniserie                                                         | Apagón                                                                                | Nominado  | [ 11 ] |
| 2023 | Produ Awards                               | Mejor actor principal - Serie y miniserie dramática                     | Jesús Carroza                                                                         | Nominado  | [ 11 ] |
| 2023 | Produ Awards                               | Mejor dirección - Serie y miniserie policial, acción, terror y thriller | Rodrigo Sorogoyen, Isaki Lacuesta, Alberto Rodríguez, Isa Campo y Raúl Arévalo        | Ganadora  | [ 11 ] |
| 2023 | Produ Awards                               | Mejor productor de ficción - Serie y miniserie                          | Fran Araújo, Domingo Corral, Ignacio Corrales y Rafael Portela Freire                 | Ganadora  | [ 11 ] |
| 2023 | Produ Awards                               | Mejor guion - Serie y miniserie                                         | Rodrigo Sorogoyen, Isabel Peña, Fran Araújo, Raúl Arévalo, Alberto Marini e Isa Campo | Ganadora  | [ 11 ] |